# قرار مجلس الأمن التابع للأمم المتحدة رقم 2095
قرار مجلس الأمن التابع للأمم المتحدة رقم 2095، المتخذ بالإجماع في 14 مارس 2013.

## نظر أيضا
- قائمة قرارات مجلس الأمن التابع للأمم المتحدة 2101 إلى 2200 (2013-2015)

## روابط خارجية
- نص القرار في undocs.org